# Francmaçoneria regular

Es denomina Francmaçoneria Regular, a la que està reconeguda a nivell nacional, internacional i mundial amb la regularitat maçònica que només confereixen els Grans Orients. Es diu que un maçó és regular, quan és membre actiu i treballa en una lògia regular.
Una lògia regular, és aquella que compleix amb totes les constitucions i reglaments interns i externs, i està degudament instal·lada i autoritzada legalment amb una Carta patent atorgada per una Potència Maçònica regular, normalment la Gran Lògia Unida d'Anglaterra.
La "regularitat maçònica" s'entén, generalment, com:
a) L'obligatorietat de la creença en Déu o un Ésser Suprem.
b) L'obligatorietat de la creença de la immortalitat de l'ànima.
c) L'exclusió de dones.
Les lògies en les quals no és obligatori creure en Déu nostre senyor, ni en la immortalitat de l'ànima, i que admeten a dones com a membres, s'anomenen lògies "irregulars". Tanmateix, les lògies "irregulars" s'anomenen a si mateixes "lògies lliberals" o "no dogmàtiques".